# ジェリーと金魚
『ジェリーと金魚』（Jerry and the Goldfish、1951年3月3日）はトムとジェリーの作品の一つ。日本においては現在パブリックドメインとなっている。

## スタッフ
- 監督 - ウィリアム・ハンナ　ジョセフ・バーベラ
- 製作 - フレッド・クインビー
- 作画 - ケネス・ミューズ　エド・バージ　レイ・パターソン　アーヴン・スペンス
- 音楽 - スコット・ブラッドリー

## 作品内容
ジェリーと金魚は大の仲良し。金魚鉢の中にジェリーはビスケットを入れ、金魚はそれを大喜びで食べていた。
そんな折、トムはラジオ(1966年にCBSで放送されたバージョンではテレビに差し替え)で放送されている料理番組のタラ料理のレシピを耳にして、あまりにも美味そうな説明に鼻をヒクヒクさせ舌なめずり。ぜひとも作ってやろうと考える。そこで例の金魚を思い出したトムは金魚を鉢ごと火にかけ、刻んだニンジンやネギ、塩少々と味を整え「金魚スープ」を味見する。それを見て驚いたジェリーはトムをオーブンに閉じ込め、辛くも金魚を救出。しかし、どうしても金魚が食べたいトムはしつこく2匹を追い始め、小麦粉をはたき付けてムニエルにしようとしたり、暖炉で丸焼きにしようとしたり、トースターで焼いて食パンで挟もうと企むが、いずれも失敗に終わる。
それでも金魚を捕らえてみせたトムは、金魚を脚で押さえつけて改めて料理の下拵えに取り掛かる。しかしジェリーがニンジンをダイナマイトと、金魚をトムの尻尾とすり替えてしまう。料理に熱中するトムは気がつかず、ダイナマイトを刻んで圧力鍋に入れ、自分の尻尾もそのまま鍋に入れて蓋をしっかり閉めるが、尻尾が熱くなったところでようやくすり替えられていた事に気がつく。爆発が迫るダイナマイト入り鍋を尻尾から外すこともできず、もはや間に合わないと悟ったトムは、せめて爆風を避けようと尻尾に付いた鍋を家の中に残し、外に出てドアを閉めた。
ついに鍋は大爆発。鍋から解放された尻尾も先が焦げただけで無事だった。ようやく安心して部屋に戻ろうとするトムだったが、トムがドアを開けると……なんと地球がはるかに見えるところまで飛ばされてしまっていた。そんなトムを見届けつつ握手を交わすジェリーと金魚であった。

## 登場キャラクター
トム
ラジオの料理番組を聞いていた時に家で飼っている金魚に目をつけ、料理して食べようとするも、ジェリーに力づくで阻止される。それでもひるまず金魚を捕まえて食べようとしたが、最後はジェリーの策略に引っかかってダイナマイトと自身の尻尾を圧力鍋に入れてしまい、鍋が爆発して空中へ飛ばされた。
ジェリー
金魚とは仲良しで、よくビスケットを与えている。だがその金魚をトムが食べようとしたのを見ると慌ててトムを攻撃し金魚を救う。でもトムはひるまず金魚の横取りを繰り返したため、最後はニンジンをダイナマイトと、金魚をトムの尻尾とそれぞれすり替えてトムをはぐらかす。トムが爆発事故で飛ばされた様子を見届けると金魚と一緒に握手を交わした。
金魚
トムの家で飼われている金魚。ジェリーとは仲良しで、ジェリーが与えるビスケットを美味しそうに食べていた。だがトムに食べられそうになり、トムを追放しようとするジェリーに救われる。最後は自身を助けてくれたジェリーを金魚鉢の中へ招き入れた。